# Mick Garris
Mick Garris (Santa Monica, 4 dicembre 1951) è un regista e sceneggiatore statunitense.
È divenuto famoso per aver adattato alcune opere di Stephen King (Desperation, I sonnambuli), ma soprattutto per aver ideato la serie televisiva di genere horror Masters of Horror.

## Biografia
Inizialmente scrittore per le riviste Starlog, Fangoria e Cinefantastique, ha debuttato nel mondo della televisione intervistando registi e sceneggiatori per lo show televisivo Fantasy Film Festival. Dal 1977 al 1982 ha lavorato per la Avco Embassy Pictures promuovendo varie pellicole quali Fog (1980) e 1997: Fuga da New York (1981). Le sue buone campagne pubblicitarie lo fecero entrare in contatto con Steven Spielberg; col quale ebbe ottimi rapporti sino a che scrisse l'intera sceneggiatura della serie televisiva Storie incredibili (1985).
Nel 1986 Garris ricevette l'Edgar Allan Poe Awards per la migliore sceneggiatura per l'episodio pilota L'incredibile Farnsworth della serie TV suddetta. La fama è all'apice solo negli anni novanta, scrivendo la sceneggiatura del fallimentare La mosca 2 (1989) diretto da Chris Walas, e la miniserie a 6 episodi L'ombra dello scorpione, in quest'ultima appaiono numerosi maestri dell'horror tra i quali Clive Barker (Hellraiser), Tobe Hooper (Non aprite quella porta) e Stephen King.

## Filmografia

### Regista

#### Cinema
- Critters 2 (Critters 2: The Main Course) (1988)
- I sonnambuli (Sleepwalkers) (1992)
- Riding the Bullet (2004)
- Nightmare Cinema (2018) - episodio Dead

#### Televisione
- Fuzzbucket – film TV (1986)
- Psycho IV (Psycho IV: The Beginning) – film TV (1990)
- L'ombra dello scorpione (The Stand) – miniserie TV (1994)
- Stephen King's Shining (The Shining) – miniserie TV (1997)
- Host – film TV (1998)
- Masters of Horror – serie TV, 2 episodi (2005-2006)
- Desperation – film TV (2006)
- Mucchio d'ossa (Bag of Bones) – miniserie TV (2011)

### Sceneggiatore
- Coming Soon, regia di John Landis – documentario (1982)
- Fuzzbucket (1986)
- Miracolo sull'8ª strada (Batteries Not Included), regia di Matthew Robbins (1987) - soggetto
- Critters 2 (Critters 2: The Main Course) (1988)
- La mosca 2 (The Fly II), regia di Chris Walas (1989)
- Hocus Pocus, regia di Kenny Ortega (1993)
- Michael Jackson's Ghosts, regia di Stan Winston (1997) - videoclip
- Riding the Bullet (2004)
- Masters of Horror – serie TV, 1 episodio (2005-2006)
- Nightmare Cinema (2018) - episodio Dead

### Produttore
- Coming Soon, regia di John Landis – documentario (1982)
- Hocus Pocus, regia di Kenny Ortega (1993)
- Riding the Bullet (2004)
- Unbroken, regia di Angelina Jolie (2014)
- Nightmare Cinema (2018)